# Phù Lỗ
Phù Lỗ là một xã thuộc huyện Sóc Sơn, thành phố Hà Nội, Việt Nam.
Xã Phù Lỗ có diện tích 6.26 km², dân số năm 2022 là 18.256 người, mật độ dân số đạt 2.916 người/km².
Xã Phù Lỗ hiện nay có mật độ khu dân cư tăng cao, có lịch sử là đầu mối giao thuơng giữa các tỉnh biên giới phía bắc và khu vực đồng bằng Sông Hồng do là điểm giao trên trục đường huyết mạch QL2 và QL3. 

## Địa giới hành chính
- phía Bắc giáp xã Mai Đình
- phía Nam giáp 2 xã Nguyên Khê và Xuân Nộn của huyện Đông Anh;
- phía Đông giáp xã Đông Xuân;
- phía Tây giáp xã Phú Minh.[4]

## Giao thông
Xã Phù Lỗ có tuyến quốc lộ 3, quốc lộ 2 và quốc lộ 18 chạy qua địa bàn.